# Fritz Berghammer
Fritz Berghammer (* 8. August 1991 in Landshut) ist ein deutscher Eishockeytorwart, der seit 2008 bei den Landshut Cannibals in der 2. Eishockey-Bundesliga unter Vertrag steht.

## Karriere
Der gebürtige Landshuter begann seine Eishockey-Karriere in seiner Heimatstadt. Er durchlief sämtliche Nachwuchsmannschaften des EV Landshut und lief in der Saison 2006/07 erstmals für das DNL-Team des Eislaufvereins auf, für welches er in dieser Saison sieben Mal zum Einsatz kam. In der darauf folgenden Spielzeit zählte er bereits zu den Stammtorhütern der Mannschaft und hütete in 31 Spielen das Tor der Landshuter. Obwohl der Torhüter in der Folgesaison 2008/09 primär beim DNL-Team zum Einsatz kam, stand er für sechs Spiele im Kasten der Profimannschaft, den Landshut Cannibals. Seit der Spielzeit 2008/09 läuft Berghammer hauptsächlich als Back-Up, also als Ersatztorhüter, bei den Cannibals auf. Dabei kam er 2009/10 bereits zu neun Einsätzen. Von 2015 bis 2017 stand er beim EV Moosburg unter Vertrag, wo er auch dann seine Sportkarriere beendete. 